# Venceremos
Venceremos (с исп. — «Мы победим») — песня на музыку Серхио Ортеги и слова Клаудио Итурры. Стала гимном чилийской партии «Народное единство» (исп. Unidad Popular; UP), слова песни были переписаны Виктором Харой специально для избирательной кампании Сальвадора Альенде к чилийским выборам 1970 года. В его варианте слов появился прямой призыв к голосованию за Народное единство и Альенде.

## Текст
Desde el hondo crisol de la patria

se levanta el clamor popular;

ya se anuncia la nueva alborada,

todo Chile comienza a cantar.

Recordando al soldado valiente

cuyo ejemplo lo hiciera immortal

enfrentemos primero a la muerte:

traicionar a la patria jamás.

Venceremos, venceremos

mil cadenas habrá que romper

venceremos, venceremos,

la miseria (al fascismo) sabremos vencer!

Campesinos, soldados y obreros,

la mujer de la patria también,

estudiantes, empleados, mineros

cumpliremos con nuestro deber.

Sembraremos la tierra de gloria;

socialista será el porvenir,

todos juntos haremos la historia,

a cumplir, a cumplir, a cumplir.

Venceremos, venceremos…

## Альтернативный вариант, слова Виктора Хары
Aquí va todo el pueblo de Chile

Aquí va la Unidad Popular

Campesino, estudiante, y obrero

Compañeros de nuestro cantar

Consabiente de nuestra bandera

La mujer ya se ha unido al clamor

La Unidad Popular vencedora

Será tumba del yanqui opresor

Venceremos, venceremos

Con Allende en septiembre a vencer

Venceremos, venceremos

La Unidad Popular al poder.

Con la fuerza que surge del pueblo,

Una patria mejor hay que hacer,

A golpear todos juntos y unidos,

Al poder, al poder, al poder

Si la justa victoria de Allende

La derecha quisiera ignorar

Todo el pueblo resuelto y valiente

Como un hombre se levantará.

## Вариант русского перевода
От Сантьяго до знойной пустыни,

Вдоль бескрайних морских берегов,

Жили счастливо люди простые,

Разорвавшие бремя оков.

Но сегодня мы снова в неволе,

Потемнел небосвод над страной.

На борьбу за свободную долю -

Поднимайся, народ трудовой!

Припев (2 раза):

Венсеремос, клич свободы,

Над страною призывно летит.

Венсеремос, венсеремос -

Это значит, что мы победим!

Встаньте рядом — рабочий, крестьянин,

Встань за правду, чилийский народ.

Путь нелёгкий лежит перед нами,

Но мы верим — победа придёт!

Не страшна палачей сила злая,

Мы не дрогнем в борьбе роковой.

Пусть гремит, к алым стягам взывая,

Этой песни напев боевой!

Припев (2 раза)

## Альтернативный вариант русского перевода
Из глубин вековечных Отчизны

Поднимает свой голос народ,

И, встречая зарю новой жизни,

Он о Чили свободном поет.

Помним мы о герое солдате,

Что за счастье народа восстал.

Лучше жизнью за волю заплатим,

Но Отчизну предать — никогда!

Припев (2 раза):

Ждет победа, ждет победа

Тех, кто жаждет оковы разбить!

Ждет победа, ждет победа —

Мы сумеем нужду победить!

Поднимайтесь, солдат и крестьянин,

И рабочий любимой страны,

И студенты, и женщины с нами —

Все за счастье бороться должны.

Нашей славы поднимутся всходы,

Социализм станет общим путем.

Мы свободной истории своды

Возведем, возведем, возведем!

Припев (2 раза)